# Cò quăm mào Nhật Bản
Cò quăm mào Nhật Bản (Nipponia nippon), tiếng Nhật gọi là Toki (トキ), tên chữ Hán là chu lộ (朱鷺), tức "cò son đỏ", là một loài chim trong họ Họ Cò quăm (Threskiornithidae) và là loài duy nhất trong chi Nipponia. Chúng từng sinh sống ở khu vực rộng lớn kéo dài từ Trung Hoa sang Nhật Bản, Triều Tiên và vùng Viễn Đông của Nga, nhưng đã có thời gần như bị tuyệt diệt và nay chỉ còn tập trung chủ yếu ở các tỉnh Thiểm Tây của Trung Quốc và đảo Sado của Nhật Bản.

## Đặc điểm hình dạng và sinh thái
Cò quăm mào Nhật Bản có chiều dài chừng 79 cm, nặng 1,8 kg, với đặc điểm nhận dạng là mào lông ở sau đầu, mặt và chân có màu đỏ, mỏ cong dài màu đen. Con trưởng thành không sinh sản có màu trắng trong khi con có sinh sản có màu xám tại đầu, cổ, ức và vai. Thức ăn của cò quăm mào Nhật Bản là cua, ếch nhái, cá nhỏ (chủ yếu là cá chạch bùn), ốc sên và một số loài thân mềm và bọ cánh cứng khác. Chúng sinh sống tại các vùng đất ẩm ướt, vùng đất nông nghiệp có nhiều thức ăn và có nhiều cây cao để làm tổ. Đến mùa lạnh, chúng chuyển sang kiếm ăn tại các ruộng lúa, bờ sông và hồ nước, gần khu dân cư; các hoạt động của con người dường như không ảnh hưởng nhiều đến chúng. Nói chung, chúng sống ở các vùng đất có độ cao 700m vào mùa đông, sau chuyển lên 1.200m vào mùa sinh sản. Các khu vực sinh sản thường có độ cao 470-1.300m, nhưng những vùng sinh sản tối ưu thường có độ cao thấp hơn, có lẽ do có nguồn thức ăn phong phú hơn.
Mùa sinh sản của cò quăm mào Nhật Bản từ tháng 2 đến tháng 6. Một tổ thường có 2-4 trứng và thời gian ấp nở là 28 ngày. Chim non rời tổ sau 40 ngày và trưởng thành vào độ tuổi 2-4.

## Nguy cơ tuyệt chủng
Trong quá khứ, cò quăm mào Nhật Bản phân bố nhiều ở Nhật Bản, Trung Quốc, vùng Viễn Đông của Nga, và cũng xuất hiện ở Triều Tiên và Đài Loan. Tuy nhiên số lượng của chúng sụt giảm mạnh từ thế kỷ 19 và hiện nay phần lớn cò quăm đã biến mất trong thiên nhiên. Nguyên nhân cho việc này là nạn săn bắt quá độ (để lấy lông) và môi trường sống bị thu hẹp do tàn phá rừng cũng như sử dụng nhiều chất hóa học độc hại trong canh tác nông nghiệp. Đó là chưa kể đến việc thiếu hụt nguồn nước vào mùa lạnh tại các vùng sinh sống còn lại vốn có hệ thống thủy văn rất hạn chế.
Con cò quăm mào Nipponia nippon cuối cùng có nguồn gốc Nhật Bản sống trong thiên nhiên đã chết ở tuổi 36 vào tháng 10 năm 2003 và Nhật Bản đã phải nhập cò quăm cùng loài ở Trung Quốc để tiếp tục kế hoạch phục hồi giống loài này. Ở Trung Quốc, ban đầu người ta cũng tưởng giống cò quăm mào này đã tuyệt diệt; nhưng đến năm 1981, sau 3 năm tìm kiếm 7 cá thể cò quăm (3 trưởng thành, 4 non) được nhận diện ở tỉnh Thiểm Tây.

## Các nỗ lực bảo tồn
Tại Nhật Bản và Trung Quốc người ta đã thực hiện các dự án gây giống những cá thể cò quăm nuôi nhốt để bảo tồn giống loại. Chúng được đưa vào danh sách các loài cần được bảo vệ ở Trung Hoa, và suốt nhiều năm Trung Hoa đã nỗ lực gây giống và bảo vệ chúng. Cho đến năm 2002, có tổng cộng 130 quần thể cò quăm sinh sống ở Trung Hoa. Trung tâm nghiên cứu ở Tây Bắc tỉnh Thiểm Tây đã cho sinh sản được 26 cá thể cò quăm bằng các biện pháp ấp tự nhiên lẫn nhân tạo. Vào ngày 31 tháng 7 năm 2002, 5 trong số bảy con cò quăm con đã nở trong một trung tâm nuôi ấp ở tây bắc Thiểm Tây. Đây được xem là kỷ lục về số lượng cò con được ấp nở. Cha mẹ của các con non này được tuyển chọn trong số 60 cặp cò nuôi trong trung tâm nghiên cứu. Vào cuối năm 2014, đã có khoảng 2.000 cá thể cò quăm sinh sống tại tỉnh Thiểm Tây.
Ở Nhật Bản, vào năm 1981, người ta đã tìm bắt được 5 cá thể cò quăm còn sống trong tự nhiên để gây giống tăng số lượng tại trung tâm bảo tồn cò quăm ở Sado. Tuy nhiên nỗ lực thất bại và tất cả đã chết mà không sinh sản ra con nối dõi, trong đó con cuối cùng chết vào năm 2003. Nhật Bản sau đó đã phải nhập những cá thể cò quăm từ Trung Hoa để tiếp tục nỗ lực phục hồi loài này trong tự nhiên. Vào ngày 25 tháng 9 năm 2008, trung tâm bảo tồn cò quăm ở Sado đã thả 10 con cò quăm vào thiên nhiên để phục hồi quần thể của chúng trong tự nhiên, và đây là lần đầu tiên chúng được thả vào tự nhiên tính từ năm 1981.
Vào ngày 23 tháng 4 năm 2012, người ta xác nhận ba con cò quăm non đã nở trên đảo Sado thuộc tỉnh Niigata, đây là lần đầu tiên loài chim này được ghi nhận là đã nở trong tự nhiên sau 36 năm. Một trong số chúng rời tổ vào ngày 25 tháng 5, đây là lần rời tổ đầu tiên sau 38 năm.
Bên cạnh việc gây giống, chính quyền địa phương Sado cũng yêu cầu các nông dân thực hiện những biện pháp canh tác thân thiện với loài cò quăm (dùng nhiều phân bón hữu cơ thay cho phân hóa học, xây dựng các ao đầm tạo ra môi trường nước...). Đổi lại họ sẽ nhận được sự hỗ trợ về tài chính từ chính phủ.
Hiện tại, các quần thể cò quăm lớn đang sinh sống ở đảo Sado thuộc tỉnh Niigata của Nhật Bản; và tại các huyện Dương, Tây Hương, Thành Cố, Ninh Thiểm, Chu Chí thuộc tỉnh Thiểm Tây của Trung Hoa.
Tại Hàn Quốc, cò quăm mào đỏ ở bán đảo Triều Tiên mang tên 따오기 vốn rất phổ biến. Dân Triều Tiên còn có một bài đồng dao mang tên loài vật này. Nhưng sau đó số lượng ngày một suy giảm. Năm 1979, tại khu vực phi quân sự DMZ là lần cuối cùng người ta ghi nhận được sự xuất hiện của giống cò này ở bán đảo Triều Tiên. Năm 2008, tại cuộc gặp lãnh đạo cấp cao Hàn – Trung, chủ tịch Trung Quốc khi ấy là Hồ Cẩm Đào tặng cho phía Hàn Quốc một đôi cò quăm mào đỏ, Hàn Quốc đã thành lập "Trung tâm phục hồi Cò quăm mào đỏ" tại một khu phức hợp đất ngập nước tự nhiên ở Changnyeong, bắt đầu công tác gây giống nhân tạo. Đến năm 2013, chủ tịch nước Trung Quốc Tập Cận Bình lại tặng cho phía Hàn Quốc thêm một đôi nữa. Bằng sự nỗ lực của trung tâm phục hồi, đến nay số lượng cò quăm mào đỏ ở Hàn Quốc đã lên đến con só 363 con. Ngày 22 tháng 5 năm 2019, nhân dịp kỷ niệm ngày Đa dạng sinh học quốc tế, Bộ môi trường, Bộ thủy hải sản Hàn Quốc và chính quyền tỉnh Gyeongsang Nam đã thả 40 con cò quăm mào đỏ về lại tự nhiên. Cò quăm mào đỏ nằm trong danh mục các giống chim được bảo hộ cấp 2, và nằm ở vị trí 198 trong danh sách các giống loài di sản tự nhiên ở Hàn Quốc.

## Nơi gây giống
Một số nơi nuôi gây giống loài chim này bao gồm:
- Trung tâm bảo tồn cò quăm ở huyện Dương tỉnh Thiểm Tây, với 153 cá thể cò quăm vào cuối năm 2009[15]
- 楼観台トキ繁殖センター, huyện Chu Chí, 255 cá thể (2011)[16]
- Trung tâm tái du nhập cò quăm huyện Ninh Thiểm, 30 cá thể (2009)[15]
- Vườn bách thú Bắc Kinh, huyện Tây Thành, Bắc Kinh, 33 cá thể (2009)[15]
- Khu bảo tồn cấp quốc gia Đổng Trại, huyện La Sơn, Hà Nam), 80 cá thể (2011)[16]
- Vùng ngập nước Hạ Chử, huyện Đức Thanh, Hồ Châu, Chiết Giang, 71 cá thể (2011)[16]
- Trung tâm bảo tồn cò quăm Sado, 109 cá thể
- Trạm tái du nhập cò quăm Sado, 40 cá thể
- 佐渡市トキふれあい施設, 3 cá thể
- Trung tâm nuôi giống và phân tán cò quăm Nagaoka, Niigata, 15 cá thể
- Công viên Động vật Tama, tại Hino, Tokyo, 14 cá thể
- Vườn bách thú Ishikawa, tại Nomi, Ishikawa, 18 cá thể
- Trung tâm nuôi giống và phân tán cò quăm Izumo, Shimane, 12 cá thể
- Trung tâm phục hồi cò quăm 牛浦, Changnyeong, Gyeongsang Nam, 19 cá thể

## Hình ảnh

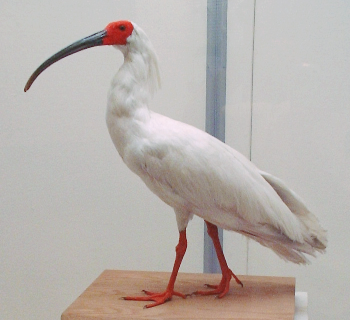
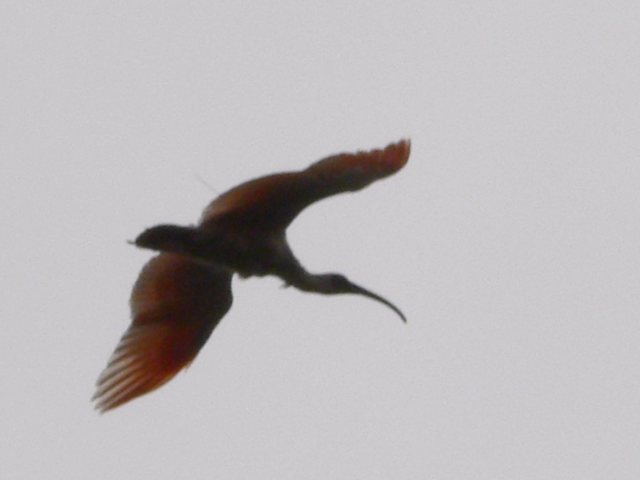
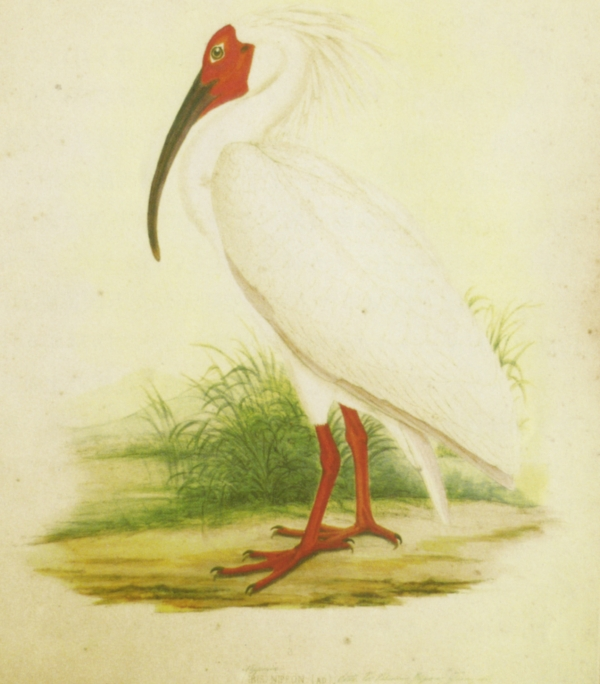
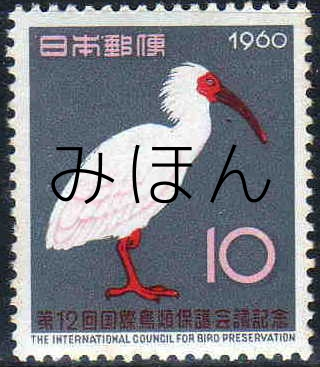